# Кожевникова, Галина Владимировна
Гали́на Влади́мировна Коже́вникова (16 марта 1974, Солнечногорск, Московская область — 5 марта 2011, Москва) — российский историк и правозащитница, исследователь национализма и ксенофобии. Кандидат исторических наук.

## Биография
С 1992 по 1997 год обучалась в Историко-архивном институте (РГГУ), который окончила по специальности «история—архивоведение».
С октября 1995 года — сотрудник Информационно-исследовательского центра «Панорама». Исследовала вопросы деятельности органов федеральной исполнительной власти и органов государственной власти субъектов РФ. Весной-летом 1998 года принимала участие в создании сайта «Федеральные органы исполнительной власти».
C 1997 года — аспирантка кафедры истории государственных учреждений и общественных организаций ИАИ РГГУ. Область научных интересов — военная история России конец XIX — начало XX вв.
В 2000 году защитила кандидатскую диссертацию на тему «Реорганизация управления русской армии накануне Первой мировой войны (1910—1914 гг.)».
Одна из основателей информационно-аналитического центра «Сова», учреждённого в 2002 году сотрудниками Московской Хельсинкской группы и исследовательского центра «Панорама». Заместитель директора центра. Эксперт по проблемам национализма и ксенофобии Грани.ру. Выступала на встречах в ОБСЕ, была активным борцом с дискриминацией чеченского народа в России. Неоднократно принимала участие в открытых дискуссиях с национал-экстремистами. Получала угрозы.
В 2009 году стала лауреатом премии Московской Хельсинкской группы в области защиты прав человека.
Скончалась на 37-м году жизни 5 марта 2011 года в Москве после тяжёлой продолжительной болезни.

## Основные публикации
- Биографический справочник «Руководство федеральных органов исполнительной власти России», 1996 г. (обновлен дважды в 1997 г., с 1998 г. под названием «Федеральная исполнительная власть России»)
- Биографический справочник «Правительство Российской Федерации», 1998 г. (в соавторстве, версии — 2004 г.)
- Биографический справочник «Должностные лица России» (версии — 1998, 1999, 2000 г.)
- Структурно-биографический справочник «Администрация Президента РФ» (версии — 1998, 1999, 2000, 2002 г.)
- Структурно-биографический справочник «Силовые структуры России», 1999 г. (в соавторстве, версия 2000 г.)
- Главное управление Генерального штаба накануне первой мировой войны (1910—1914 гг.), 1998 г.
- Реорганизация центрального военного управления России в 1910 г. //Российская государственность: традиции, преемственность, перспективы. Материалы II Чтений памяти профессора Т. П. Коржихиной. М.: РГГУ, 1999. С. 76-82.
- Биографический справочник «Депутаты Государственной Думы Российской Федерации третьего созыва (1999—2003», 2000 г.(в соавторстве)
- Структурно-биографический справочник «Арбитражные суды России», 2000 г.(в соавторстве)
- «Федеральная исполнительная власть России. Структурный справочник», 2001 г.
- «Федеральные округа России. Структурно-биографический справочник», 2001 г.(в соавторстве)
- Биографический справочник «Российская власть в лицах», 2001 г.(в соавторстве)
- «Российская милиция», 2002 г.
- Структурно-биографический справочник «ФСБ России: от Лубянки до Камчатки», 2004 г.
- «Язык Вражды в предвыборной агитации и вне её. Мониторинг прессы: сентябрь 2003 — март 2004 г.», 2004 г.
- «Этническая и религиозная интолерантность в российских СМИ. Результаты мониторинга 2001—2004 гг.», Штутгарт, 2005 г. (в соавторстве)
- «Радикальный национализм в России и противодействие ему. Сборник докладов Центра „Сова“ за 2004—2007 гг.», Штутгарт, 2007 г.
- «Ultra-Nationalism and Hate Crimes in Contemporary Russia: The 2004—2006 Annual Reports of Moscows SOVA Center», Штутгарт, 2008 г.
- «Мониторинг агрессивной ксенофобии: Рекомендации для общественных активистов», 2008 г. (в соавторстве, версия — 2010 г.)
- «Язык вражды и выборы: федеральный и региональный уровни. По материалам мониторинга осени-зимы 2007—2008 годов», 2008 г.
- Радикальный русский национализм: структуры, идеи, лица, 2009 г. (в соавторстве).

А также квартальные и ежегодные доклады Центра «СОВА».